# Os Pontos Negros
Os Pontos Negros (dt.: Die schwarzen Punkte) ist eine portugiesische Garage-Rock-Band.

## Geschichte
Die Gruppe fand sich 2005 zusammen, um ein Stück für einen Label-Sampler des Independent-Labels FlorCaveira (dt. etwa: Knochenschädel-Blume) einzuspielen.
Nach EPs und Samplerbeiträgen erschien 2008 ihr Debüt-Album. Magnífico Material Inútil (dt.: Wunderbares Material ohne Nutzen) erreichte die portugiesischen Verkaufscharts. Den Erfolg konnten sie mit den nachfolgenden Alben nicht wiederholen, gelten seither aber als etablierte Rockband im Land. So spielten sie auf großen Festivals im Land, wie 2008 auf dem Sudoeste-Festival, oder 2009 beim Optimus Alive!. Die Gruppe wurde für den Best Portuguese Act bei den MTV Europe Music Awards 2009 nominiert, und der Antena 3-Radiosender präsentierte das erste und zweite Album der Band.
Mit ihrem 2012 erschienenen, in den Londoner Abbey Road Studios aufgenommenen Album Soba Lobi haben sie ihren Stil zuletzt ein wenig verlangsamt und etwas intimer gestaltet, blieben ihrer bisher gespielten Musik aber im Wesentlichen treu. So singen sie weiterhin nur in Portugiesisch und gehen, mal nachdenklich, mal stimmungsvoll und humorvoll, oft ironisch-gebrochen, mit Alltagsthemen um, etwa kleinbürgerlichen Ängsten oder den Tücken des modernen Stadtlebens.

## Diskografie
Alben
- 2005: Os Pontos Negros (CDR-Demo)
- 2005: Os Pontos Negros (CD-EP)
- 2008: Magnífico Material Inútil
- 2010: Pequeno-Almoço Continental
- 2012: Soba Lobi